# Claudia Eckert
Pour les articles homonymes, voir Eckert.
Claudia Eckert (née le 14 juillet 1959 à Duisbourg) est une informaticienne allemande. Elle est directrice de la chaire Sécurité informatique de l'Université technique de Munich, ainsi que de l'institut Fraunhofer-Gesellschaft à Garching bei München.

## Biographie
Elle décrocha son diplôme d'informatique à l'Université de Bonn avant d'obtenir son doctorat en 1993.
En 1999, elle fut habilitée à l'Université technique de Munich dans le domaine de la sécurité des systèmes distribués. Ses domaines de recherche et d'enseignement comprennent les Systèmes d'exploitation, les Middleware, la communication électronique, ainsi que la sécurité de l'information. En 2008, elle fonda le CASED (de) (Centre pour la recherche avancée de Darmstadt) où elle occupa le poste de directrice adjointe jusqu'en 2010. Elle est aussi membre de l'association Deutsches Forschungsnetz (de) de recherche allemande en réseaux informatique, d'OFFIS (de), de Bitkom (de), de la commission scientifique de la fondation Einstein-Stiftung Berlin (de), ainsi que du conseil de surveillance du groupe Airbus.
Elle conseille les ministères et le secteur public dans les domaines de stratégies de développement de la recherche, ainsi que de l'implémentation de concepts de sécurité.
Elle est par ailleurs membre de l'académie allemande des sciences et de la technologie et, depuis 2013, de l'académie bavaroise des sciences.
Le journal spécialisé Computerwoche (de) l'a désignée en 2011 parmi les 100 personnalités allemandes les plus importantes dans le domaine des technologies de l'information et de la communication,. Les critères d'inclusion dans la liste étant l'influence au sein de l'industrie, la vision à long terme, le mérite, les performances professionnelles et le rôle attendu à l'avenir.

## Publications
- Concepts et procédures de créations de systèmes distribués sécurisés. Dissertation, Université technique de Munich, 1993.
- Sécurité informatique. Concepts, procédures, protocoles. Oldenbourg, Munich 2001 ; 7e version révisée et étendue, édition 2012  (ISBN 978-3-486-70687-1).
- Sécurité informatique. Concepts, procédures, protocoles. Mémoire. Oldenbourg, Munich 2005 ; version abrégée  (ISBN 3-486-57676-3).